# Ботна
Ботна (рум. Botna) — річка в Молдові (частково протікає по території заявленої Придністровської Молдавської Республіки). Права притока Дністра (басейн Чорного моря), впадає у Дністер між селами Меренешть та Кіцкань.